# Národní park Grand Teton
Národní park Grand Teton (anglicky Grand Teton National Park) je americký národní park, který se nachází v severozápadní části státu Wyoming, jižně od Yellowstonského národního parku. Park je pojmenován podle hory Grand Teton, která je se svými 4 199 metry nejvyšší horou v pohoří Teton Range. Park byl založen 26. února 1929 a jeho rozloha činí téměř 1 255 km2. Je zde téměř 320 km turistických tras.

## Geografie
Součástí národního parku jsou nejvyšší hory ve Wyomingu. Východní stěny pohoří Teton Range se zvedají 2 000 metrů nad okolní údolí. Osm horských vrcholů je vyšších než 3 500 m. Nejvyšší horou parku je Grand Teton (4 199 m). V parku se nachází sedm přírodních jezer. Největším jezerem je Jacksonovo, původně ledovcové jezero, v roce 1959 rozšířeno jako nádrž.

## Flora a fauna
Krajinu parku tvoří vysokohorské louky, skály a ledovce. V údolích rostou především smrky Engelmannovy. V sušších částech parku se vyskytuje hlavně křovinatá step. Podél vodních toků, v oblasti Hadí řeky, rostou smrky pichlavé, osiky a vrby chloupkatotyčinkové.
Na území parku žije okolo 400 bizonů. Zvláště na vysokohorských svazích je možné vidět ovce tlustorohé. Dále zde žijí losi, jelenci ušatí, medvědi baribalové i medvědi grizzly, jeleni wapiti, bobři kanadští nebo ondatry. Z ptáků orli bělohlaví, orlovci říční a pelikáni severoameričtí.